# Äbyss
Äbyss ist eine österreichische Band aus Wien, die am 21. August 1992 gegründet wurde.
Die Band bezeichnete ihre Musik im Jahr 1999 selbst als „deutschsprachigen Technopoprock“.
Im Jahr 2001 war die Band für den FM4 Award, der im Rahmen der Amadeus Austrian Music Award verliehen wird, nominiert.
Das Lied Jeder für jeden war 10 Wochen in den Charts und erreichte Platz 16.

## Diskografie
- 1996: Ruhe vor dem Sturm
- 2000: Demos 09/2000
- 2000: Ansichtssache (Universal Music)
- 2001: Jetzt ist später (Universal Music)